# ミュスタイア
ミュスタイア（Müstair）は、スイス連邦・グラウビュンデン州にある基礎自治体 ( ヴィスクナンカ・ポリティカ ) である。公用語はロマンシュ語だが、わずかにドイツ語話者やイタリア語話者もおり、日常語としてドイツ語が広く通じる。
域内にスイス最東端の地のPiz Chavalatschがある。
旅行者の目当ては、世界遺産に登録されているザンクト・ヨハン修道院である。

## 歴史
1367年初頭Three Leaguesが街にある城に入植した。1499年にオーストリア軍によって破壊された。クールの司教がこの土地を売却し、1728年から1762年の間、街はハプスブルク家やドイツ皇帝が所有した。